# Vrängö
Vrängö är ett område på östra sidan av Nättrabyåns mynning i Karlskrona kommun.
Före 2010 ingick en del av orten i den av SCB definierade och namnsatta småorten Sjuhalla och del av Vrängö.